# Butley
Butley is een civil parish in het Engelse graafschap Suffolk.

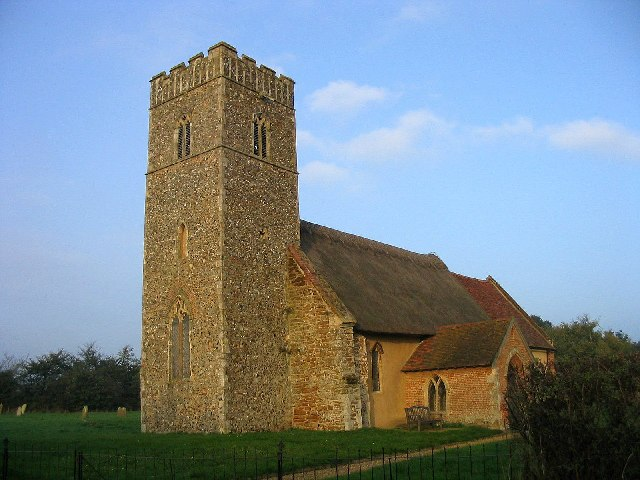
Parochiekerk